# 村田真理子
村田真理子（むらた まりこ、1981年10月5日 - ）は、日本のお笑い芸人。所属事務所は松竹芸能。福島県出身。身長158cm。B85・W65・H85。血液型はB型。

## 来歴・人物
- 専門学校時代の同級生だった中村摂と一緒に『オセロの妹分コンテスト』に出場し、最終審査に残って入賞、これが松竹芸能入りのきっかけとなった[1]。この後に中村とのコンビ『ふゆ〜す』（後に『タン☆バリ〜ン』）としてデビュー、ボケ役を務めていた。
- ふゆ〜す時代には『プラスワン』、『すくらんぶる』、『Paradise18GO!!』（鈴木千登世、横溝美友紀）のそれぞれのコンビとの8人組ユニット『ユレるじゅーたん』のメンバーとして、毎月第2、第4日曜日の代々木公園などのストリートライブなどでも活動、この模様が『ストリートファイターズ』（テレビ朝日）で紹介されたことがある。
- しゃくれアゴが特徴。趣味はカラオケ。
- 芸能人女子フットサルチーム「蹴竹G」に所属していたが、2006年11月30日の「SPHERE LEAGUE すかいらーくグループシリーズFinalステージ」をもって退団。蹴竹GではサブのGKを務めていた。

## 出演
- 笑撃60!（TBSテレビ） - 『ふゆ〜す』として出演
- ふみコミュTV - 『ふゆ〜す』『タン☆バリ〜ン』と通してレギュラー出演
- ゲンセキ（TBSテレビ、第33回） - 『ふゆ〜す』として出演
- ストリートファイターズ(テレビ朝日)